# Димитрије Парлић
Димитрије Парлић (Солун, 23. октобар 1919 – Београд, 29. септембар 1986) био је српски балетски играч и кореограф. У периоду после Другог светског рата важио је за најистакнутијег југословенског кореографа. За његово име везује се период највећег успеха балетског ансамбла Народног позоришта у Београду. Дао је велики допринос афирмацији и развоју балета у целој тадашњој Југославији. Оставио је изузетна кореографска дела и тиме значајно допринео како развитку корерографске уметности уопште, тако и ослобађању креативних потенцијала свих учесника у реализацији балетског дела. Осим изузетних вредности његових радова, значајно је и његово настојање да однегује национално препознатљив кореографски стил. Кореографски опус Димитрија Парлића одликује се складношћу играчких фраза и линија, заснованих на споју класичног и савременог балета. Поставио је низ балетских дела са маштовитошћу и оригиналношћу каква се ретко среће, што га сврстава у ред највећих српских кореографа.
По Димитрију Парлићу названа је балетска школа у Панчеву, а у његову част названа је и Награда Димитрије Парлић, једна од најпрестижнијих награда у области уметничке игре у Србији.

## Биографија
Димитрије Парлић рођен је у Солуну (Грчка) 1919. године. Основну школу завршио је у Скопљу, где се уписао и у гимназију. Школовање је наставио у Новом Саду, али је пре матуре, 1937. године, прешао у Београд и уписао се у Глумачку школу Народног позоришта, односно на Глумачко-балетски одсек при београдској Музичкој академији, а балетски се школовао и у Бечу и Берну. Своје играчко образовање започео је код Јелене Пољакове педагога за класичан балет. У време његовог школовања било је уобичајено да глумци учествују у балетским представама а балетски играчи у драмским, па је тако и он стицао искуство и у драмским улогама, али се по окончању школовања определио за балет.

## Балетска каријера
Каријеру професионалног балетског играча Парлић је започео пред сам Други светски рат. По завршетку школе примљен је у Балет Народног позоришта и свој први професионални уговор потписао је у сезони 1939/40. У почетку је играо као члан ансамбла, како је то било уобичајено, а прву епизодну улогу добија у трећој години ангажмана, што се сматрало великим успехом. У то време састав ансамбла Балета Народног позоришта је био на свом врхунцу. Од 1942. био је солиста, а затим шеф балетског ансамбла и кореограф. Као играч показао је посебан смисао за улоге засноване на играчкој традицији народа бивше Југославије (Марко у Охридској легенди). За време рата играо је у Београду, Бечу и Софији. Због болести се повукао са сцене, али је наставио изузетно успешну кореографску каријеру. Тако је поставио низ балетских дела са маштовитошћу и оригиналношћу каква се ретко среће, што га и сврстава у ред наших највећих кореографа.

### Каријера кореографа
Своју прву кореографију урадио је убрзо после ослобођења у Загребу, за оперу Пикова дама. Године 1946. прелази је у Београд, где је припремио своју прву целовечерњу кореографију, балет Копелија Леа Делиба, премијерно изведен 1948. Већ следеће године поставља балет Ромео и Јулија, што је било прво извођење овог балета на сцени београдског Народног позоришта и оцењено је као културни догађај. Преласком у Београд Парлић је наставио свој кореографски рад и оставио је преко 50 ауторских дела – кореографија на већини домаћих (југословенским) и многим светским сценама.
За своје кореографије Парлић је добио признања и ван земље, што му је донело и ангажмане у иностранству. Од 1958. до 1962. био је директор и кореограф балета Државне опере у Бечу, а од 1962. до 1964. директор и кореограф балета Римске опере. Био је стални кореограф Фестивала Bregenzer Festspiele у Брегенцу (основан 1946) и Salzburger Festspiele у Салцбургу (основан 1920) и гостујући кореограф Опере у Хелсинкију.
По завршетку иностране каријере враћа се у Београд и од 1971. ради као слободни уметник у позориштима у земљи и иностранству. У својој изузетно успешној кореографској каријери поставио је велики број балетских дела са маштовитошћу и оригиналношћу каква се ретко среће, што га је и уврстило у ред највећих српских кореографа. Међу њима су Ромео и Јулија (Сергеј Прокофјев), Орфеј (Игор Стравински), Чудесни мандарин, Дама с камелијама (на музику Ђузепеа Вердија, по роману Александра Диме Сина), Ана Карењина (на музику Чајковског, по истоименом Толстојевом роману), Жар птица, Копелија, Двобој, Симфонијски триптихон, Охридска легенда и друге. Према подацима Музеја позоришне уметности Србије Парлић је у српским позориштима, у периоду од 1936. до 1985. остварио 55 кореографија. Највише у Народном позоришту у Београду, а осим тога и у Атељеу 212, Београдском драмском позоришту, Југословенском драмском позоришту, Позоришту „Душко Радовић” и Српском народном позоришту. После његове смрти, од 1991. до 2017. године, постављено је још 5 представа са његовом кореографијом.

## Награде и признања
Димитрије Парлић добио је за свој рад више престижних награда и признања:
- Награда Владе Републике Србије за истакнуто остварење на пољу науке, културе и уметности (1949)
- Седмојулска награда (1950)
- Октобарска награда града Београда (1969)
- Орден рада са златним венцем (1973)[1]

Његовим именом названа је Балетска школа „Димитрије Парлић” у Панчеву.
Једна улица у београдској општини Звездара носи име Димитрија Парлића.
У његову част 1997. године установљена је Награда Димитрије Парлић. До 2011. године награда се додељивала  ствараоцима у области  кореографије, односно извођачима за изузетну уметничко-техничку интерпретацију. Од 2011. године награда  се додељује кореографима за најбоље кореографско остварење у области уметничке игре на сценама Србије. У посебним случајевима се може доделити уметнику и за целокупни кореографски опус. Награда се додељује искључиво српским кореографима и једна је од најпрестижнијих награда у области уметничке игре у Србији.
Године 2016. у Музеју Народног позоришта у Београду, поводом 100-годишњице његовог рођења, одржано је Вече сећања на Димитрија Парлића. Истим поводом на сцени Народног позоришта одигран је и балет Лабудово језеро, за коју је он потписао кореографију и режију, а која је премијерно изведена 1970. и обновљена 1998. године.